# Princesa Marissa
Die Princesa Marissa war ein 1966 als Passagierfähre Finnhansa in Dienst gestelltes Kreuzfahrtschiff der zypriotischen Louis Cruise Lines und wurde 1986 deren erstes Schiff. Sie blieb bis 2006 im Einsatz und ging 2008 zum Abbruch ins indische Alang.

## Dienstzeit

### Finnhansa

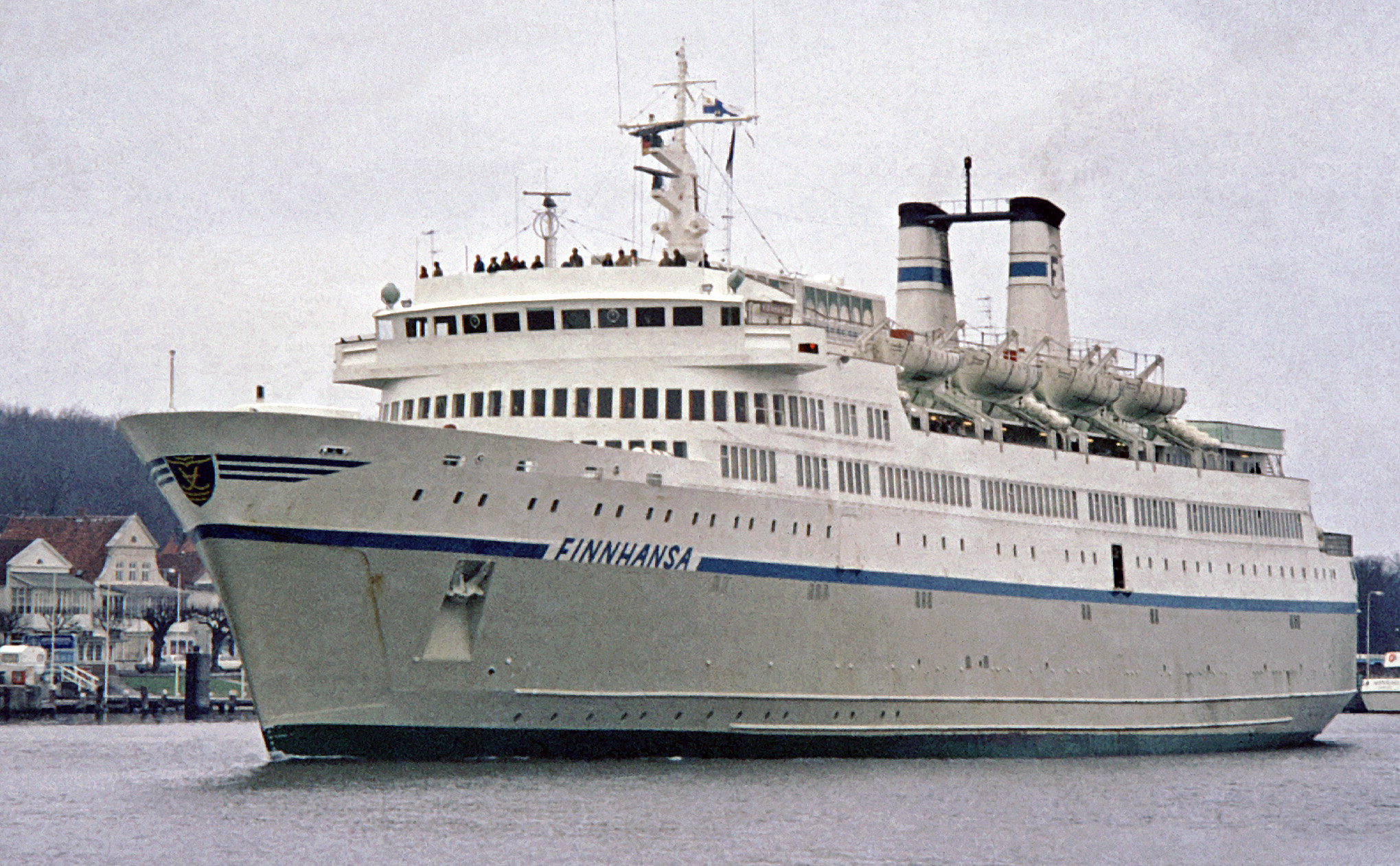
Als Finnhansa 1975 in Travemünde

Die Finnhansa entstand unter der Baunummer 377 auf der Wärtsilä in Helsinki für die finnische Reederei Finnlines und lief am 1. Dezember 1964 vom Stapel. Taufpatin der Finnhansa war Sylvi Kekkonen, die Gattin des damaligen finnischen Präsidenten Urho Kekkonen. Ursprünglich sollte das Schiff bereits im Juni 1965 abgeliefert werden, doch nach zwei Bränden im März und Dezember 1965 verzögerte sich dieser Termin um mehrere Monate. Am 31. März 1966 wurde die Finnhansa schließlich in Dienst gestellt und auf der Route Helsinki-Nynäshamn-Karlskrona-Lübeck-Slite-Helsinki eingesetzt. Zum Zeitpunkt ihrer Indienststellung war die Finnhansa die größte Passagierfähre der Ostsee. 1966 wurden ihre Schwesterschiffe Finnpartner und Prins Hamlet in Dienst gestellt, 1968 folgte die Bohème. Dennoch blieb die Finnhansa weiterhin das größte Fährschiff der Ostsee, da sie knapp zehn Zentimeter länger als ihre neueren Schwesterschiffe war. Nach einigen Jahren wurden beide Schiffe auf die Route Helsinki-Nynäshamn-Travemünde verlegt. In den Sommermonaten 1967 wurden die Schwesterschiffe außerdem für Minikreuzfahrten ab Lübeck eingesetzt. Die Finnhansa wurde 1972 auf der Howaldtswerke-Deutsche Werft in Kiel umgebaut und mit 288 zusätzlichen Kabinen ausgestattet. 1973 folgte ein weiterer Umbau, bei dem das Bordrestaurant erneuert wurde. Nachdem im Mai 1977 die neue Finnjet in Dienst gestellt worden war, beschloss Finnlines, die Finnhansa auszumustern. Sie blieb noch einige Monate im Dienst und wurde dann im September 1977 an die Birka Line verkauft.

### Prisessan
Am 18. Januar 1978 wurde das Schiff unter dem neuen Namen Prisessan auf der Route von Stockholm nach Mariehamn in Dienst gestellt. 1980 wurde das Schiff auf der Howaldtswerke-Deutsche Werft in Hamburg umgebaut und modernisiert. Dabei bekam die Prisessan unter anderem neue zusätzliche Kabinen sowie Konferenzräume, wodurch ihre Aufbauten erweitert werden mussten und sich so ihr Aussehen stark veränderte. Am 7. November 1982 brach auf dem Schiff im Hafen von Mariehamn ein Feuer aus, das jedoch schnell gelöscht werden konnte und keinen hohen Schaden verursachte.
Nach Indienststellung der Birka Princess wurde das Schiff aufgelegt und zum Verkauf angeboten. Im April 1987 wurde die Prisessan an die neu gegründete Louis Cruise Line verkauft und wurde zum ersten Schiff der zypriotischen Reederei.

### Princesa Marissa/Prince

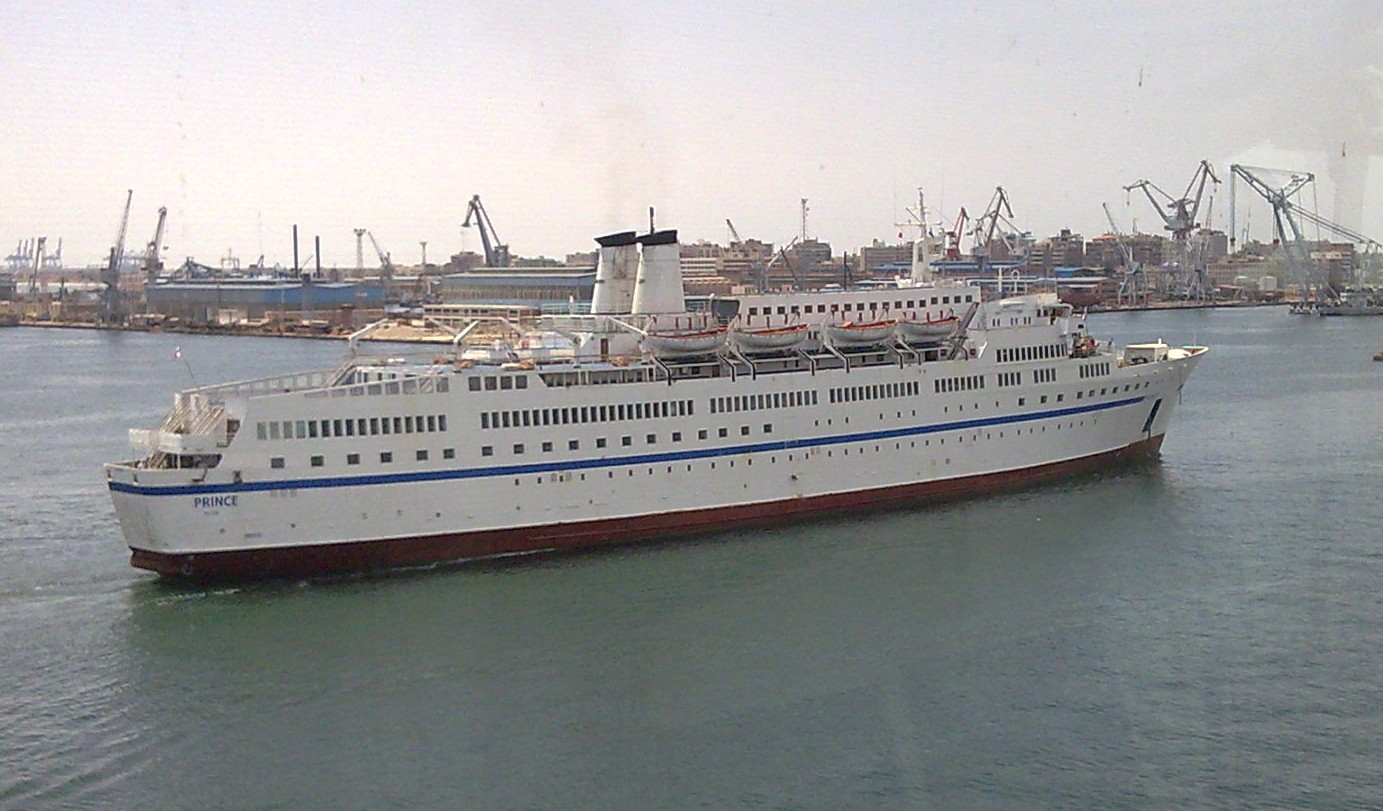
Die Prince auf der Überführungsfahrt nach Alang vor Port Said

Das Schiff wurde in Princesa Marissa (benannt nach der Tochter des Reeders) umbenannt und für Kreuzfahrten im Mittelmeer eingesetzt. Häufige Anlaufziele des Schiffes waren Ägypten und Israel. 1995 wurde die Princesa Marissa erneut modernisiert und bekam dabei größere Kabinen sowie Panoramafenster in einigen öffentlichen Bereichen. Zwischen Juni und August 2005 wurde das Schiff dauerhaft auf der Route Piräus-Rhodos-Limassol eingesetzt. Anschließend wurde es in Limassol aufgelegt. Im Mai 2006 wurde das Schiff nach Drapetsona geschleppt, wo es weiterhin aufgelegt blieb. Im Juni 2006 wurde die Princesa Marissa kurzzeitig wieder auf ihrer alten Route eingesetzt. Im Juli 2006 wurde sie zur Evakuierung vorwiegend kanadischer Touristen aus dem Libanon genutzt. Anschließend blieb sie wieder als Kreuzfahrtschiff im Dienst, bis sie am 11. August 2006 endgültig ausgemustert wurde.
Im April 2008 wurde das Schiff zum Abbruch nach Indien verkauft. Hierzu erhielt es im Mai 2008 den Überführungsnamen Prince und stand nun unter der Flagge Georgiens. Am 16. Juni traf die 42 Jahre alte Prince im indischen Alang ein, wo sie in den folgenden Monaten abgewrackt wurde.